# Цисовниця
Цисовниця (пол. Cisownica) — село в Польщі, у гміні Ґолешув Цешинського повіту Сілезького воєводства.
Населення — 1716 осіб (2011).
У 1975-1998 роках село належало до Бельського воєводства.

## Демографія
Демографічна структура станом на 31 березня 2011 року:
|          | Загалом | Допрацездатний вік | Працездатний вік | Постпрацездатний вік |
| -------- | ------- | ------------------ | ---------------- | -------------------- |
| Чоловіки | 828     | 158                | 561              | 109                  |
| Жінки    | 888     | 157                | 508              | 223                  |
| Разом    | 1716    | 315                | 1069             | 332                  |